# Jürgen Becker (teolog)
Jürgen Becker (* 11. prosince 1934, Hamburk) je německý evangelický teolog.

## Životopis
Po studiu evangelické teologie na hamburské univerzitě a v Heidelbergu byl Becker vědeckým pracovníkem na oddělení výzkumu koránu v Heidelbergu a v roce 1961 promoval s prací Heils- und Sündenbegriffe in den Qumrantexten und im Neuen Testament. V letech 1963 až 1968 pokračoval ve vědecké činnosti. V roce 1968 habilitoval a od roku 1969 do definitivy v roce 2000 působil jako profesor Nového zákona a judaistiky na univerzitě v Kielu.

## Dílo
- Johanneisches Christentum: seine Geschichte und Theologie im Überblick, Tübingen: Mohr Siebeck 2004. ISBN 3-16-148264-6
- Maria: Mutter Jesu und erwählte Jungfrau, Lipsko: Evangelische Verlagsanstalt 2001. ISBN 3-374-01932-3
- Jesus von Nazaret, Berlín/New York: de Gruyter 1996. ISBN 3-11-014882-X krátká recenze Archivováno 23. 9. 2015 na Wayback Machine.
- Paulus, der Apostel der Völker, Tübingen: Mohr 1989. ISBN 3-8252-2014-1
- Auferstehung der Toten im Urchristentum, Stuttgart: KBW 1976. ISBN 3-460-03821-7
- Johannes der Täufer und Jesus von Nazareth, Neukirchen-Vluyn: Neukirchener 1972. ISBN 3-7887-0353-9
- Untersuchungen zur Entstehungsgeschichte der Testamente der zwölf Patriarchen, Leiden: Brill 1970
- Das Heil Gottes: Heils- und Sündenbegriffe in den Qumrantexten und im Neuen Testament, Göttingen: Vandenhoeck & Ruprecht 1964
- Das Evangelium nach Johannes, ÖTK 4/1; 4/2, Gütersloh 1979; 1981.
- Der Brief an die Galater, NTD 8, Göttingen: Vandenhoeck & Ruprecht 1976.
- Die Auferstehung Jesu Christi nach dem Neuen Testament, Tübingen: Mohr Siebeck 2007.
- Mündliche und schriftliche Autorität im frühen Christentum, Tübingen: Mohr Siebeck 2012. ISBN 978-3-16-151707-5